# 宇宙戦艦ヤマト 新たなる旅立ち
『宇宙戦艦ヤマト 新たなる旅立ち』（うちゅうせんかんヤマト あらたなるたびだち）はフジテレビ系列で1979年7月31日放映のテレビアニメーションおよび、東映系で1981年3月14日公開の劇場用アニメーション映画である。
通称「新た」「新たなる旅立ち」。

## 作品解説
「宇宙戦艦ヤマトシリーズ」の第5作で、オリジナルシリーズ唯一のテレビスペシャル作品である。『宇宙戦艦ヤマト2』の続編として制作され、テレビスペシャルとして放映された。西崎義展は当時、本作を「テレフィーチャー」（テレビ用映画）と呼び、かつ劇場版新作への布石として新世代キャラクターを数人、登場させた。CMなどを除いた正味の放映時間は95分。
1981年8月15日に日本テレビ系列で再放送された時には、冒頭に『ヤマト2』のダイジェストシーンが挿入され、本編の一部がカットされた。
本作の制作以前、ヤマトシリーズのテレビ用作品はよみうりテレビ（日本テレビ系）で放送されるのが常だったが、本作はフジテレビ系で放送された。この変更には、『さらば宇宙戦艦ヤマト 愛の戦士たち』の劇場公開前夜の1978年8月4日に劇場版『宇宙戦艦ヤマト』（ラストのイスカンダルのくだりをテレビ版同様に差し替えたバージョン）がフジテレビ系全国ネットで初放映された縁が関係している。世は正にヤマトブーム・アニメブームであり、その巨大な一連のメディアミックス展開は、これまで日本のアニメーションに例の無かった放送局のボーダーレスをも実現したのである。
当時の雑誌などのコメントでは、松本零士の主導色が濃い『宇宙戦艦ヤマト2』の完成度、主に作画などのクオリティ面に対し、西崎義展にとって不満が残ったことが制作の発端のひとつであることが語られていた。制作時期が劇場版『銀河鉄道999』とぶつかったこともあり、松本は敵キャラクターなどの一部原案程度の参加に留まったことから、松本の作風が希薄な作品となった。
本作の放送後に販売されたムック本『ロードショー特別編集 宇宙戦艦ヤマト 新たなる旅立ち』には主演声優の座談会が掲載されたが、『さらば』でいったんシリーズとして完結の形をとりながらさらに続編を制作したことについては、とまどいのコメントが吐露されている（特に伊武雅刀には相当の不満があったことがうかがえる）。
『宇宙戦艦ヤマト』の制作時からスタッフとして参加していた安彦良和は、本作を最後にヤマトシリーズから降板する。安彦によれば「西崎とケンカ別れした」とのことで、自身が参加したテレビアニメ『機動戦士ガンダム』の制作時期が被っており、安彦はスタッフミーティング中に『ガンダム』第1話のAパートを見た。西崎も一緒に見ており、「まあまあだなって顔で観ていた」とのこと。
本作の本編尺は95分だが、当初は2時間弱を想定とした製作が行われており、仕上げ作業もほとんど済んでいた。その後、フジテレビ側と協議した結果、シーンがいくつかカットされた（#未公開エピソードを参照）うえで放送された。
本作にはビデオ、LD、DVDなどに収録されている通常のテレビ放送バージョンとは別に、カセットテープ『宇宙戦艦ヤマト 新たなる旅立ち ドラマ編』に収録された、BGMを差し替えたバージョンの音源が存在する。これは90分のカセットテープに収録するため、一部をカットしたことによる。
スターシャの別れから自爆までに使われている楽曲は、次作『ヤマトよ永遠に』でもスターシャに促されてサーシャが別れを告げる場面に選曲され、次々作『宇宙戦艦ヤマトIII』で旋律と公募された歌詞とが合わされ、エンディング曲「別離」となった。歌唱は堀江美都子。

## 反響
本放送は30%を越える高視聴率を得た。これを受けて放送から2年後の1981年3月14日から4月3日まで「スペースロードショー」として、『ヤマトよ永遠に』との併映で劇場作品として公開された。ただし、テレビ版でカットされた水雷艇のシーンなどは復活せず、テレビ放映版と同一のフィルムが流されている。

## ストーリー
西暦2201年後半、熾烈を極めた白色彗星帝国との戦いから1か月後、ヤマトと別れたデスラー率いるガミラス帝国残存艦隊が、新天地を探す旅に発つ前に今は無人となった母星ガミラスに最後の別れのために立ち寄ったところ、謎の勢力である暗黒星団帝国が地下物質ガミラシウムを無断で採掘していた。これに激怒したデスラーが交戦した結果、ガミラス星は大爆発を起こして消滅する。それにより、連星を構成していたイスカンダル星は引力のバランスを崩して宇宙空間を漂流し始める。デスラーは愛するスターシャのいるイスカンダルをただちに追跡するが、暗黒星団帝国のデーダー率いる第一艦隊も、イスカンダリウムを目的としてイスカンダルを追撃していた。
デスラーはスターシャにイスカンダルからの脱出を呼びかけるが、彼女とその夫である古代守はイスカンダルと運命を共にする覚悟を決めていた。そして、速度が限界に達したイスカンダルは、ワープしてしまう。
その頃、地球では修復されたヤマトに乗艦した新たな乗組員たちが、艦長代理の古代進のもとで試験航海を兼ねた訓練航海に出航し、猛訓練に励んでいた。デスラーから送られてきた救援を求める通信でイスカンダルの危機を知ったヤマトは、スターシャと守を救助するためにイスカンダルへ向かう。
デスラー艦隊はイスカンダルを追って銀河系の重力星雲まで到達し、デーダー艦隊の奇襲を受ける。艦隊をほぼ全滅させられたデスラーは死を覚悟するが、そこにヤマトが現れてデーダー艦隊を撃滅する。
その後、ヤマトとデスラー艦隊はイスカンダルの追跡を続け、ついにイスカンダルが停止するが、暗黒星団帝国マゼラン方面軍を束ねるメルダーズが乗る巨大機動要塞自動惑星ゴルバが現れ、スターシャと守を人質に取ってヤマトに立ち去るよう要求する。ゴルバの圧倒的な性能に押される中、デスラーは乗艦をゴルバの主砲口へ突貫させると、自分ごと破壊させるべくヤマトに波動砲の発射を指示する。苦悩の末に古代は発射を決断するが、発射直前にスターシャが降伏を宣言し、戦闘を止める。そして、スターシャはイスカンダルから脱出することをヤマトに伝えたものの、実際にヤマトへ脱出してきたのは守と、彼とスターシャの間に生まれた娘サーシャだけだった。
ゴルバがイスカンダルに降り立とうとした時、イスカンダルは自爆してゴルバごと消滅した。スターシャはイスカンダリウムの悪用を認めるわけにはいかず、自分ごと宇宙から消し去ったのである。狂乱するデスラーと、敬礼をもってスターシャを見送るヤマト乗組員の前に、スターシャの幽体が現れる。スターシャはヤマトとデスラーに感謝して守に謝罪の意を伝え、サーシャの幸せを祈りながら姿を消した。
すべてが終わった後、進とデスラーはそれぞれの乗艦の甲板に立ち、会話を交わす。デスラーは空しさに心を痛めながらも必ず新天地を見つける旨を告げ、去って行った。一方、宇宙の彼方では地球へ帰還していくヤマトに冷ややかな視線を送る者がいた。暗黒星団帝国は、地球にも狙いを定めていたのだ。

## 主な登場人物

### 地球
新たなヤマト乗組員として徳川太助、北野哲、坂本茂が加わったが、本作以降も登場するのは徳川太助のみである。この試験航海兼訓練航海では、宇宙戦士訓練学校卒業生の、徳川以下機関部30名、北野以下戦闘部・航海・砲術29名の他、坂本以下飛行科54名の、計113名が新たに乗り込んでいる。
古代進
ヤマト艦長代理。ヤマト修理後の訓練航海で指揮を執る。艦の責任者として新乗組員に厳しく当たっており、未公開シーンでは鬼の古代と恐れられている。
艦長代理としての責務を重くとらえており、デスラーからイスカンダルの危機を知らされた際も、地球の現況や新乗組員の多いヤマトの状態を鑑み判断を下せずにいたが、司令長官の後押しを受け救援に向かうことを決意する。
森雪
ヤマト生活班長で、古代進の婚約者。前作で進との結婚を控えていたが、本作で結婚してもしなくても同じという結論を出し、しばらく延期することを決めている。航海での重責に疲労を溜めている進を励ますなど、婚約者らしい気遣いをする。
島大介
ヤマト航海班長。英雄の丘での黙祷時は、前作で恋仲となり、特攻して死んだテレサの姿を思い浮かべている。ヤマト乗艦後は緊張する北野にアドバイスをするなど先輩として器の大きさをみせる一方で、古代と雪の間を茶化したりもしている。
真田志郎
ヤマト工作班長。年長者として立ち振る舞うが、守に対して感情を露わにした物言いをするなど、守の同期としての心情も描かれている。
徳川太助
ヤマト新乗組員。初代機関長徳川彦左衛門の息子。父のような立派な機関士になるべく、ヤマト配属を志願し、宇宙戦士訓練学校を卒業後ヤマト機関部に配属となる。新米のため機関始動の手順を間違えるなどの失敗をして山崎に強く叱られることもある。
北野哲
ヤマト新乗組員。航海班配属。宇宙戦士訓練学校をトップで卒業した秀才であり、ヤマト乗艦後は第一艦橋勤務となる。ヤマト発進時から緊張による失敗を重ねるが、暗黒星団帝国艦隊との戦闘では一人前に指揮を執り、波動砲の射手も任される。
坂本茂
ヤマト新乗組員。コスモタイガー隊配属。実力は確かだが過信家であり、調子付いてたびたび古代に叱責される。
山崎奨
徳川の片腕だった人物で、徳川の死後機関長の任を引き継ぐ。

### ガミラス
デスラー
総統。地球対白色彗星帝国との戦争の中でヤマトを大破させるも撃沈せず古代に都市帝国攻略のヒントを教えて別れた後、ガミラス残存艦隊を率いて新天地を見つけるべく航海に旅立とうとしていた。ガミラス星の爆発後、漂流するイスカンダル星を追走する。地球にイスカンダルの危機を伝える通信を送り、スターシャを守るために暗黒星団帝国マゼラン方面軍に対しヤマトと共同戦線で戦うことになる。スターシャを自らの危険を顧みずに守ろうとし、スターシャを愛していたことに気づく。戦いが終わった後、母星やその双子星を失った身となりながらも、再び新天地を見つけるべく古代に別れを告げ旅立つ。
タラン
デスラーの副官。

### 暗黒星団帝国
メルダーズ
マゼラン方面軍総司令で、ガミラシウムおよびイスカンダリウム採掘の任務を負っている。敵を前にしても礼儀正しい立ち振る舞いを崩さないが、戦闘になれば容赦しない。イスカンダリウムの採掘を完遂するため、デーダーに漂流し始めたイスカンダルの追跡を命じる。デーダー艦隊が全滅した後は自身が自動惑星ゴルバを駆って出撃。ゴルバの圧倒的な戦闘能力でデスラー・ヤマト艦隊をねじ伏せるが、デスラーの決死の特攻により窮地に陥る。しかし、イスカンダルの降伏により戦闘を中止。イスカンダルに降下するがイスカンダルの自爆に巻き込まれ消滅する。
デーダー
マゼラン方面軍の第1艦隊司令。メルダーズの命令を受けイスカンダルを追跡。邪魔なデスラー艦隊を襲撃して壊滅に追い込んだ後、救援に来たヤマトをイスカンダルを背にする戦術で追い詰めるが、イスカンダルが再暴走したことにより軸線上からが外れ、その隙に発射された波動砲によって乗艦が爆沈し戦死する。
グレートエンペラー
暗黒星団帝国の指導者。通信機越しの声のみの登場で、容姿は不明。

### イスカンダル
スターシャ
イスカンダルの女王。イスカンダルの暴走後も脱出しようとせず、母星と運命を共にする覚悟を貫き続ける。しかし、自らの身を呈してゴルバを倒そうとするデスラーを見捨てられず、それでいてイスカンダリウムを戦争の道具に使用されることも許容できなかったため、表向き降伏し、守とサーシャを脱出させた後、イスカンダルを自爆させ死亡する。死後幽霊のような存在としてヤマトとデスラーの前に現れ、感謝と自身の思い、そしてサーシャへの愛情を伝え消えて行った。
古代守
古代進の実兄で、元地球防衛軍所属・駆逐艦ゆきかぜ艦長。第1作においてガミラスの捕虜護送船が難破したところをスターシャに保護され、彼女と愛を育み、ともにイスカンダルで生きて行くことを決める。本作でもスターシャとともに最後までイスカンダルに残る覚悟をしていたが、終盤スターシャによって娘のサーシャと一緒に強引に脱出させられる。戦いの後はサーシャとともに地球へ行く。
サーシャ
スターシャと古代守との間に生まれた娘。イスカンダルの消滅後、守とともに地球へ行く。

## 登場メカ

### 地球防衛軍
宇宙戦艦ヤマト
前作終盤で大破同然まで損傷したが、わずか1か月で完全に修復され、新たな乗組員を加え訓練航海に出航する。
コスモゼロ
ヤマト艦載機で、古代の愛機。コスモタイガー隊の指揮機として活躍する。
コスモタイガーII
ヤマト艦載機。前作で搭載していたコスモタイガーIIはほぼ全機が損失し、隊員も全滅したため、隊員を含め「新しいコスモタイガー」としてヤマトへ配備されることとなる。

### 暗黒星団帝国軍
巨大戦艦プレアデス
マゼラン方面軍第1艦隊旗艦で、デーダーの乗艦。全長360mという大型艦であり、それでいて速力・機動力に優れ、さらにヤマトの主砲が通じないほどの防御力も持つ高性能艦だが、ヤマトの波動砲によって撃沈される。
護衛艦
第1艦隊の構成艦。ガミラス星における戦闘ではデスラーの迅速かつ優秀な指揮を受けたことにより数倍の数を持ちながら不利に陥り、最終的にガミラス星の爆発に巻き込まれ大半が撃滅させられるが、重力星雲での戦闘ではデスラー艦隊を背後から襲撃し、プレアデスの航空隊の援護もと数を活かしたな戦術で壊滅させる。しかし、救援に来たヤマトにより挟み撃ちにされ全滅に追い込まれる。
自動惑星ゴルバ
メルダーズが乗る機動要塞。
円盤型戦闘機
イモ虫型戦闘機
いずれもプレアデスの艦載機。重力星雲での戦闘においてイスカンダルへ降下したデスラー艦隊を強襲する。
戦闘ヘリ
ゴルバの搭載機。ガミラスの急降下爆撃機を迎撃する。

### ガミラス軍
デスラー戦闘空母
デスラー艦隊の旗艦で、文字通りデスラーの乗艦。飛行甲板内にデスラー砲を格納している。
艦隊を率いて航海していたが、ガミラス星とイスカンダル星を巡る一連の度重なる戦闘で艦隊がほぼ全滅し、自艦のみが生き残る。戦いが終わった後はただ1隻でいずこかへと去って行った。
駆逐型デストロイヤー艦
デスラー艦隊の大半を占める戦闘艦。重力星雲での戦闘において全滅する。
三段空母
4段の飛行甲板が特徴の空母。3隻登場するが、重力星雲での戦闘で2隻が撃沈。残る1隻は最後まで旗艦に付き従ったが、ゴルバとの戦闘で撃沈される。
急降下爆撃機
デスラー戦闘空母と三段空母の艦載機。対ゴルバ戦で出撃する。

## キャスト
- 古代進 - 富山敬
- 森雪 - 麻上洋子
- 島大介 - 仲村秀生
- 真田志郎 - 青野武
- 相原義一 - 野村信次
- 太田健二郎 - 安原義人
- 南部康雄 - 林一夫
- 佐渡酒造 - 永井一郎
- アナライザー - 緒方賢一
- 司令長官、デスラー - 伊武雅之
- 山崎奨 - 寺島幹夫
- 徳川太助 - 古谷徹
- 北野哲 - 井上真樹夫
- 坂本茂 - 古川登志夫
- 島次郎 - 水島裕[注 6]
- 古代守 - 広川太一郎
- スターシャ - 上田みゆき、平井道子
- タラン - 矢田耕司
- グレートエンペラー、ナレーター - 木村幌
- メルダーズ - 中田浩二
- デーダー - 富田耕生

## スタッフ
- 企画・原案・製作総指揮・総監督 - 西崎義展
- 総設定・総監修 - 松本零士
- 監修 - 舛田利雄
- SF原案 - 豊田有恒
- 脚本 - 山本英明
- 演出 - 田口勝彦
- チーフディレクター - 白土武
- 助監督 - 棚橋一徳
- 絵コンテ - 安彦良和
- テクニカルディレクター - 石黒昇
- 総作画監督 - 小泉謙三
- 作画監督 - 宇田川一彦
- メカニック設定 - 中村光毅、板橋克己
- 美術監督 - 勝又激
- 音楽 - 宮川泰
- 音響監督 - 田代敦己
- 撮影監督 - 菅谷信行
- 編集 - 千蔵豊
- 録音 - 林昌平
- 演出助手 - 案濃高志
- 文芸制作 - 山田哲久
- 音響制作 - 本田保則
- 制作担当 - 広岡修
- 原画：芦田豊雄、泉口薫、落合正宗、金田伊功、湖川滋、白川忠志、富沢和雄、中村孝、野館誠一、福地信之、星川信之、堀本喜光、谷田部雄次、（安彦良和）
- 動画：山沢実、吉沢亮吉、松田芳明、松本薫
- 動画協力：アニメルーム　タイガープロ、オカスタジオ、ジャフス
- トレス･彩色：スタジオライフ、信映、にしこプロ
- 色指定：若井喜治
- 撮影：宮本勝啓
- 撮影協力：ACCプロダクション ※ノンクレジット
- 仕上検査：鎌田仁規
- 特殊効果：田中孝夫
- 背景：スタジオコスモス、マスコット、アートテイクワン
- 編集所：㈱タバック ※ノンクレジット
- 制作デスク：永山邦明、倉内重男
- 設定制作：黒岡彰
- 制作進行：富田民幸、斉藤晴美、松崎義之、中村実、川崎健司、並里景次
- 録音所：アバコスタジオ
- 音響制作：グループ･タック、アーツ・プロ ※全てノンクレジット
- 現像所：東京現像所 （東映化学工業 ※ノンクレジット）
- 製作協力：アートランド ※ノンクレジット
- 製作 - フジテレビ、アカデミー制作（TV版）、オフィス・アカデミー（映画版）

## 主題歌

### 主題歌
「ヤマト!! 新たなる旅立ち」
作詞 - 阿久悠 / 作曲・編曲 - 宮川泰 / 歌 - ささきいさお、フィーリング・フリー

### 挿入歌
「サーシャわが愛」
作詞 - 阿久悠 / 作曲・編曲 - 宮川泰 / 歌 - 島倉千代子、フィーリング・フリー
- 『さらば宇宙戦艦ヤマト 愛の戦士たち』以来、歌謡界からの歌手起用が続き、そのすべてが他社専属であったが、本作で初めて日本コロムビア所属の非アニソン歌手が起用された。また、同時にこのことは大御所的存在のベテラン歌手がアニソン（特撮主題歌も含む）を担当するようになる端緒ともなった。島倉は、本作を放映したフジテレビの歌番組『夜のヒットスタジオ』において「サーシャわが愛」を歌唱したことがある。

### イメージソング
「星に想うスターシャ」
作詞 - 阿久悠 / 作曲・編曲 - 宮川泰 / 歌 - ささきいさお
- 初出は1978年6月発売のシングル盤までさかのぼる。第1作『宇宙戦艦ヤマト』のイメージソングとして作られ、当時、文化放送でささきいさおがパーソナリティを務めていた『ペパーミントストリート 青春大通り』内のラジオドラマ版『宇宙戦艦ヤマト』の挿入歌としても使用された。

## 未公開エピソード
ロマンアルバムのフィルムストーリーに一部が収録されているうえ、DVDの特典映像にも収録されており、後述のコミカライズでも反映されている。大きなカット箇所として、以下の2つが挙げられる。
- 重力星雲から脱出すべく、水雷艇で出撃してマグマの噴出でイスカンダルを再度漂流させようとする古代守が敵の攻撃を受け、そのピンチを救うために真田がコスモタイガーIIで出撃する。
  - 第一艦橋で唐突に向き合っている古代と真田のカットに名残が見られる。このシーンは金田伊功の作画。
- 赤色巨星に引き込まれそうになるイスカンダルを、同じく飲み込まれようとしている別の星を破壊してその反動で救出すべく、波動砲の準備をするも、別の何者かが同様の目的で砲撃を加える。
  - デスラー艦がゴルバ砲門に突っ込んだ際に撃たれそうになった波動砲は、このシーンで撃たずにいて発射準備が整っていたものであり、山崎の「波動砲の発射準備は完了しています」といういささか唐突なセリフは、この辻褄合わせのために追加された。また、乗組員の「イスカンダルだ！」や、ゴルバが現れた際の、古代の「お前があの惑星を砲撃したのか？」というつながりのない発言も、このシーンの名残りである。

## ビデオソフト
以下のほか、ビデオ化もされている。
宇宙戦艦ヤマト 劇場版パーフェクトコレクション
品番：BELL-315
劇場版・テレビスペシャル計5作品をまとめた全8枚組のLDボックス。
宇宙戦艦ヤマト 新たなる旅立ち
品番：BCBA-0252、BCBA-3081（メモリアルBOX）、BCBA-3709（廉価版） / 販売元：バンダイビジュアル / 発売日：1999年8月25日、2007年08月24日（メモリアルBOX）、2009年11月25日（廉価版）
DVD。映像特典として、上記の未公開部分が静止画と字幕により収録されている。2007年には宇宙戦艦ヤマトシリーズ30周年記念として他の劇場版作品DVDと合わせてBOX化されており、DVDラベルがそれに準じた仕様になっている。また、2009年には廉価版である「EMOTION the Best」が発売された。
宇宙戦艦ヤマト 新たなる旅立ち
品番：BCXA-0715 / 販売元：バンダイビジュアル / 発売日：2013年8月28日
映像をHDリマスターしたBD。本編終盤の安彦良和担当原画の一部が静止画特典で新規収録されている。

## メディア展開

### 漫画（コミカライズ）
『宇宙戦艦ヤマト 新たなる旅立ち』
画：ひおあきら／1979年、サンコミックス全2巻（朝日ソノラマ刊）。2005年に文庫本として、2010年にコンビニコミックとして、いずれもメディアファクトリーより復刊。

### ゲーム
『宇宙戦艦ヤマト イスカンダルへの追憶』
PlayStation 2ソフトとして2004年10月6日にバンダイから発売された。『新たなる旅立ち』『永遠に』を原作としたウォー・シミュレーションゲーム「暗黒星団帝国編三部作」の第1作である。
原作からの多数の変更点や追加エピソードが加えられており、事実上のリメイク作品となっている。
地球側の序盤は白色彗星帝国残党軍との戦闘が描かれている。原作では漂流を始めた後のイスカンダルは銀河系までワープしてきたが、ゲーム版ではワープはせず主星への落下コースを取り始める。
また、続編との繋がりが強くなり、長距離連続ワープ機関の試作品が登場。さらにデスラーからの技術供与も加わることで、一応の完成を迎え、イスカンダルの救援に大マゼラン星雲まで向かうことになる。
結末も大きく異なり、イスカンダルは一度は降伏するが、ヤマトとデスラーの協力によってゴルバを倒し、イスカンダルは救われる。登場人物にも変更点があり、PS版『さらば』で生還した山本がこのシリーズで2代目コスモタイガー隊隊長に就任するほか、オリジナルキャラクターとして椎名晶が登場する。